# 段世弘
段世弘（？—618年），隋朝官员，段部鲜卑首领段匹磾的九代孙，北海郡期原县人，隋朝兵部尚书、北平襄公段文振第七子。
段世弘任谒者台议郎、朝议郎，隋恭帝义宁二年（618年）四月，李渊派世子李建成攻打东都，东都洛阳人心不定，段世弘等人谋划响应李建成。李建成的军队已经回师，段世弘派人联络李密，约定四月廿五日夜里，迎李密军进洛阳城。事发，越王杨侗派王世充诛杀段世弘等人。唐太宗贞观五年岁次辛卯（631年）十月十四日庚子，段世弘归葬於雍州咸阳渭阳乡。